# Lachnabothra
Lachnabothra is een geslacht van kevers uit de familie bladkevers (Chrysomelidae).
De wetenschappelijke naam van het geslacht werd in 1847 gepubliceerd door Saunders.

## Soorten
- Lachnabothra bicornutus (Reid, 1999)
- Lachnabothra burru (Reid, 1999)
- Lachnabothra clibanarius (Reid, 1999)
- Lachnabothra gullanae (Reid, 1999)
- Lachnabothra karina (Reid, 1999)
- Lachnabothra lawrencei (Reid, 1999)
- Lachnabothra magnus (Reid, 1999)
- Lachnabothra malleecola (Reid, 1999)
- Lachnabothra mokarei (Reid, 1999)
- Lachnabothra murrungga (Reid, 1999)
- Lachnabothra storeyi (Reid, 1999)
- Lachnabothra tasmaniae (Reid, 1999)
- Lachnabothra walgalu (Reid, 1999)